# Le Dernier Vol (album)
Pour les articles homonymes, voir Le Dernier Vol.
Le Dernier Vol est un album composé par Le Trio Joubran, interprété par Le Trio Joubran et Chkrrr, sorti le 7 décembre 2009 en digital et 11 janvier 2010 en physique. Cet album est né de la rencontre entre les deux trios autour du film Le Dernier Vol de Karim Dridi.
Il propose une rencontre musicale entre orient et occident, alliant le son du oud au violon, violoncelle et aux percussions.

## Titres de l'album
1. Le Premier Vol - 2 min 49 s
2. Le Vol de Marie - 2 min 50 s
3. Lancaster (I) - 1 min 02 s
4. L'Obstinée (I) - 1 min 52 s
5. Lancaster (II) - 1 min 16 s
6. Départ de la colonne - 2 min 50 s
7. Fusée de Détresse - 3 min 07 s
8. Antoine, Amana, Marie - 1 min 54 s
9. Bill, tiens bon ! - 3 min 05 s
10. La Marche - 3 min 02 s
11. Ténéré - 42 s
12. Mort de Louis - 1 min 47 s
13. Un nouveau départ - 2 min 43 s
14. Mirage - 1 min 13 s
15. La Fièvre - 1 min 18 s
16. L'Obstinée (II) - 3 min 46 s
17. Requiem pour Lancaster - 2 min 33 s
18. Dernière Volonté - 3 min 35 s
19. Le Dernier Vol - 4 min 12 s

## Musiciens
Le Trio Joubran :
- Samir Joubran, oud
- Wissam Joubran, oud
- Adnan Joubran, oud

Chkrrr :
- Valentin Mussou, violoncelle
- Sylvain Favre, violon
- David Gubitsch, réalisateur cordes

et la participation de :
- Youssef Hbeisch, percussions
- Yassine Ayari, flûte Nay-Kawala